# Буткевич Леонід
Леонід Буткевич (1900 — † 30 жовтня 1980) — хорунжий Армії УНР.

## Життєпис

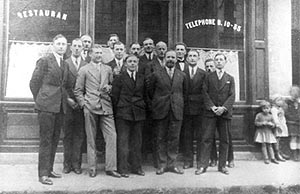
Учасники свята запорожців у Парижі. 1937 р. У першому ряду зліва направо: Василь Недайкаша, Іван Охмак, Сергій Редько, Микола Капустянсъкий, Петро Морозовський, Леонід Буткевич; 2-й ряд: Леонід Бахтін, Іван Небоба, Іван Вереха, Вільгельм Габсбург, Сергій Бордючівський

Учасник Бою під Крутами, вояк Студентського куреня армії УНР. Станом на 1 жовтня 1921 хорунжий 1-ї Запорізькій дивізії Армії УНР.  У 1921—1923 роках перебував у таборах інтернованих у Польщі.
У 1923—1930 роках жив і працював у Франції, а в 1950—1970-х в США.
Був активним учасником в житті місцевої української громади. Автор статей про Спільну Юнацьку школу.

### Нагороди
Нагороджений Хрестом Симона Петлюри, орден # 627.
12 грудня 1969 нагороджений Воєнним хрестом УНР.